# Satoru Kōsaki
Satoru Kōsaki (神前 暁 Kōsaki Satoru?, nacido el 16 de septiembre de 1974 en Toyonaka, Osaka) es un compositor de música japonés. Ha compuesto la partitura y música a series populares como Suzumiya Haruhi no Yūutsu, Lucky☆Star, Bakemonogatari , Oreimo y Beastars.

## Carrera
En todas las canciones que aparecen está acreditado como "Compositor y arreglista", excepto donde se indique.

### Anime
| Anime | Anime                                          | Anime | Anime |
| Año   | Título                                         | Trabajo |       |
| ----- | ---------------------------------------------- | --- | ----- |
| 2005  | MUNTO Toki no Kabe o Koete                     | Banda sonora Tema "Toki no Kabe o Koete (時の壁を越えて?)" [Letrista, Compositor, Arreglista] |       |
| 2006  | Suzumiya Haruhi no Yūutsu                      | Banda sonora Tema de inicio del ep. 1 "Koi no Mikuru Densetsu (恋のミクル伝説?)" Insert Song "God knows..." Insert Song "Lost My Music" Banda sonora del Drama CD Tema del Drama CD "First Good-Bye" |       |
| 2007  | Lucky☆Star (incluyendo el OVA)                 | Banda sonora Tema de inicio "Motteke! Sailor Fuku (もってけ!セーラーふく?)" Tema de cierre "Ore no Wasuremono -Kanzenban- (俺の忘れ物-完全版-?)" [Arreglista] Tema de cierre "Kaorin no Theme -Kanzenban- (かおりんのテーマ-完全版-?)" [Arreglista] Tema de cierre "Shikaidā no Uta -Kanzenban- (シカイダーの唄-完全版-?)" [Arreglista] Tema de cierre "Koi no Minoru Densetsu (恋のミノル伝説?)" [Compositor] Tema de inicio de radio "Aimai Net Darling (曖昧ネットだーりん?)" Tema de inicio de radio "Misoji Zaka (三十路坂?)" Tema de cierre de radio "Connect Love Mission (こねらぶ☆みっしょん?)" Tema del OVA "Ai o Torimodose!! (愛をとりもどせ!!?)" [Arreglista] Insert Song "Misoji Misaki (三十路岬?)" Insert Song "Yume Musubi no Ame (夢結びの雨?)" Insert Song "Gravity" [Letrista, Compositor, Arreglista] Insert Song del OVA "Attack No. 1 no Theme (アタックNo.1のテーマ?)" [Arreglista] Character Song "Cosutte! Oh My Honey] (コスって!オーマイハニー?)" Character Song "Yuchou Sentai Dara Ranger (悠長戦隊ダラレンジャー?)" Character Song "Moe Yōsotte Nandesuka? (萌え要素ってなんですか??)" [Arreglista] Character Song "Saidai Seichi Carnival (最大聖地カーニバル?)" Character Song "Minna de 5ji Pittan (みんなで5じぴったん?)" Character Song "Lolita Teikoku Bisho-jo Taitei (ロリィタ帝国ビショージョ大帝?)" Character Song "Shiawase Negau Kanata Kara (幸せ願う彼方から?)" Character Song "Uchōten ga Tomara nai (有頂天がとまらない?)" Character Song "Ai daze, Tenchou (愛だぜ、店長!?)" Character Song "Emirin no Theme (えみりんのテーマ?)" [Arreglista] Character Song "Hebi to Kaeru (蛇と蛙?)" [Arreglista Remix CD "Kumikyoku: Lucky Star (組曲「 らき☆すた動画」?)" |       |
| 2008  | Penguin Musume                                 | Tema de inicio "Renai Jiyu Shojo ♀ (恋愛自由少女♀?)" |       |
| 2008  | Sekirei                                        | Tema de inicio "Sekirei (セキレイ?)" Tema de cierre "Dear sweet heart" Tema de radio "Tamannai! Kiss or Die!? (たまんない! KISS OR DIE!??)" |       |
| 2008  | Kyōran Kazoku Nikki                            | Tema de cierre "THE PITFALLS workaholic mix" [Arreglista] |       |
| 2008  | Kannagi: Crazy Shrine Maidens                  | Banda sonora Tema de inicio "Motto ☆ Hade ni ne! (motto☆派手にね!?)" Tema de cierre "Musuhinotoki (産巣日の時?)" Insert Song "Ichibanboshi (イチバンボシ?)" Insert Song "I believe you forever" Insert Song "Kimi to Run Away (君とランナウェイ?)" Insert Song "Amore Seishun (アモーレ青春?)" Insert Song "Harō Daizu no Uta (ハロー大豆の歌?)" [Arreglista] Insert Song "Jun ♥ Ai-Generation (純♥愛・ジェネレーション?)" Insert Song "Delicate ni Love Me Please (Delicateにラブ・ミー・プリーズ?)" Tema de cierre "Shirigeya no Theme (しりげやのテーマ?)" |       |
| 2009  | Sora o Miageru Shōjo no Hitomi ni Utsuru Sekai | Banda sonora Insert Song "Montarou no Uta (モンタローのうた?)" Image Song "Paranoia (パラノイア?)" [Compositor] |       |
| 2009  | Suzumiya Haruhi-chan y Nyorōn Churuya-san      | Banda sonora Tema de inicio "Imamade no Arasuji (いままでのあらすじ?)" Tema de inicio "Atogaki no You na Mono (あとがきのようなもの?)" |       |
| 2009  | Tenjōbito to Akutobito Saigo no Tatakai        | Banda sonora |       |
| 2009  | Suzumiya Haruhi no Yūutsu (2009)               | Banda sonora Tema de inicio "Super Driver" |       |
| 2009  | Bakemonogatari                                 | Banda sonora Tema de inicio "Staple Stable" Tema de inicio "Kaerimichi (帰り道?)" Tema de inicio "Ambivalent World" Tema de inicio "Renai Circulation (恋愛サーキュレーション?)" Tema de inicio "Sugar Sweet Nightmare" |       |
| 2010  | Suzumiya Haruhi no Shōshitsu                   | Banda sonora |       |
| 2010  | WORKING!!                                      | Tema de inicio "SOMEONE ELSE" Tema de cierre "Go to Heart Edge" |       |
| 2010  | Sekirei: Pure Engagement                       | Tema de cierre "Onnaji Kimochi (おんなじきもち?)" |       |
| 2010  | Highschool of the Dead                         | Tema de cierre "Under The Honey Shine" |       |
| 2010  | Star Driver: Kagayaki no Takuto                | Banda sonora [Junto con MONACA] Insert Song "Monochrome (モノクローム?)" Insert Song "Komorebi no Contact (木漏れ日のコンタクト?)" Insert Song "Innocent Blue (イノセント・ブルー?)" Insert Song "Shūshoku no Aria (秋色のアリア?)" |       |
| 2010  | Ore no Imōto ga Konna ni Kawaii Wake ga Nai    | Banda sonora Insert Song "Hoshikuzu ☆ Witch Meruru (星くず☆うぃっちメルル?)" Tema de cierre "Tadaima. (ただいま。?)" |       |
| 2011  | Fractale                                       | Insert Song "Hiru no Hoshi (昼の星?)" |       |
| 2011  | Hourou Musuko                                  | Banda sonora [Colaboración con Keiichi Okabe] |       |
| 2011  | The Idolmaster                                 | Tema de inicio "READY!!" |       |
| 2011  | A Channel                                      | Banda sonora [Junto con MONACA] Tema de inicio "Morning Arch" Tema de cierre "Hamming Girl (ハミングガール?)" Tema de inicio del OVA "Balloon Theater (バルーンシアター?)" |       |
| 2012  | Nisemonogatari                                 | Banda sonora Tema de inicio "Futakotome (二言目?)" Tema de inicio "Marshmallow Justice" Tema de cierre "Hakkin Disco (白金ディスコ?)" |       |
| 2012  | Natsume Yūjin-chō Shi                          | Tema de cierre "Takaramono (たからもの?)" |       |
| 2012  | Arata-naru Sekai                               | Tema "Aratanaru Sekai (アラタなるセカイ?)" |       |
| 2012  | Joshiraku                                      | Tema de inicio "Oato ga Yoroshikutte...Yo! (お後がよろしくって…よ!?)" Character Song "Renai Kowai (れんあいこわい?)" Character Song "Nami Fusegi Koushaku (なみふせぎ講釈?)" |       |
| 2012  | Tantei Opera Milky Holmes Alternative          | Tema de inicio "Ameagari no Mirai (Alternate Mix) (雨上がりのミライ (Alternative Mix)?)" [Compositor] |       |
| 2012  | Zetsuen No Tempest                             | Tema de cierre "happy endings" |       |
| 2012  | Nekomonogatari (Negro)                         | Banda sonora Tema de inicio "perfect slumbers" Tema de cierre "{Kieru Daydream (消えるdaydream?)" |       |
| 2013  | Vividred Operation                             | Tema de cierre "Vivid Shining Sky" |       |
| 2013  | Star Driver: The Movie                         | Banda sonora [Junto con MONACA] Insert Song "Hikari no Octave (光のオクターブ?)" |       |
| 2013  | Ore no Imōto ga Konna ni Kawaii Wake ga Nai.   | Banda sonora Insert Song "Planet☆Burst (ぷらねっと☆ばーすと?)" |       |
| 2013  | Muromi-san                                     | Tema de inicio "Nanatsu no Umi Yori Kimi no Umi (七つの海よりキミの海?)" |       |
| 2013  | Monogatari Series Second Season                | Banda sonora Tema de inicio "chocolate insomnia" Tema de inicio "happy bite" Tema de cierre "Sono Koe wo Oboeteru (その声を覚えてる?)" |       |
| 2013  | Kizumonogatari                                 | Banda sonora |       |
| 2014  | Wake Up, Girls!                                | Banda sonora |       |
| 2019  | Beastars                                       | Banda sonora |       |

### Videojuegos
- Tekken Tag Tournament (varios artistas) (2000)
- Tekken 4 (varios artistas) (2002)
- Yumeria (2003)
- Kotoba no Puzzle: Mojipittan (con Hirokazu Sasaki y Masaru Shiina) (2003)
- The Idolmaster (2005)
  - Insert Song "Mahō wo Kakete! (魔法をかけて!?)" - Letrista, Compositor, Arreglista
  - Insert Song "GO MY WAY!!" - Compositor, Arreglista
  - Tema de Radio "Urgent!!!" - Compositor, Arreglista
  - Tema de Radio "Okey-dokey" - Compositor, Arreglista
  - Character Song "Kiramekirari (キラメキラリ?)" - Compositor, Arreglista
  - Character Song "Sora (空?)" - Compositor, Arreglista
  - Tema de Radio "FO(U)R" - Compositor, Arreglista
  - Insert Song "my song" - Compositor, Arreglista
  - Insert Song de DearlyStars "HELLO!!" - Compositor, Arreglista
  - Insert Song "LOST" - Compositor, Arreglista
- Kotoba no Puzzle Mojipittan Daijiten (2006)
- Tekken 5 (varios artistas) (2006)
- Tekken: Dark Resurrection (varios artistas) (2006)
- Rockman ZX Arrange Album: ZX Tunes (varios artistas) (2006)
- Hamatte Sabotte Oh My God! (Lucky Star PS2 OP) (composición) (2008)
- Hatsune Miku: Project DIVA (2009)
  - Tema de inicio "The Secret Garden"
  - Insert Song "Dear Cocoa Girls"